# Stomphia coccinea
Stomphia coccinea is een zeeanemonensoort uit de familie Actinostolidae, uit de Noord-Atlantische Oceaan, de Noord-Pacifische en de Noordelijke IJszee. Stomphia coccinea werd in 1776 voor het eerst wetenschappelijk beschreven door Otto Friedrich Müller.

## Beschrijving
Deze zeeanemoon heeft een aanhangende basis en een vrij brede, onverdeelde zuil. De zuil is glad, zonder wratten of andere kenmerken. Tentakels zijn matig lang en anders gerangschikt dan andere anemonen, namelijk zes in de eerste cyclus en 10-12 in de tweede. Dit kenmerk is meestal gemakkelijk waar te nemen. Hoogte en diameter van de basis tot ongeveer 70 mm. De kleur is variabel. De zuil kan wit, rood, oranje, geelachtig of bruin zijn, vaak gevlekt met rood. Mondschijf en tentakels soms effen oranje, andere variëteiten komen waarschijnlijk voor.

## Verspreiding
Deze soort is wijdverbreid in koude gematigde en subartische streken van het noordelijk halfrond. Langs alle kusten van Groot-Brittannië behalve het uiterste zuiden. Wordt meestal gevonden aan schelpen of losse stenen in plaats van aan vast gesteente. Uitsluitend sublitoraal, van 10 meter diepte tot diep water.

## Ecologie
Deze soort hecht zich aan rotsen en schelpen, waarbij het meest voorkomende substraat in Noord-Europa de schelp van de gewone paardenmossel (Modiolus modiolus) is, waar hij als suspensievoeder planktonmateriaal consumeert. Bij een aanval door een van zijn predatoren, zoals zeesterren of een individu van de zeeslaksoort grote vlokslak of plompe knuppelslak, kan deze zeeanemoon de grip op het substraat loslaten en wegzwemmen. Als het lukt om te ontsnappen, zal het zich snel daarna hechten aan een nieuw substraat.